# Racovița (Sibiu)
Racoviţa (in dialetto sassone Rakevets, in ungherese Oltrákovica, in tedesco Rakovitza) è un comune della Romania di 2974 abitanti, ubicato nel distretto di Sibiu, nella regione storica della Transilvania.
Il comune è formato dall'unione di 2 villaggi: Racovița e Sebeșu de Sus.

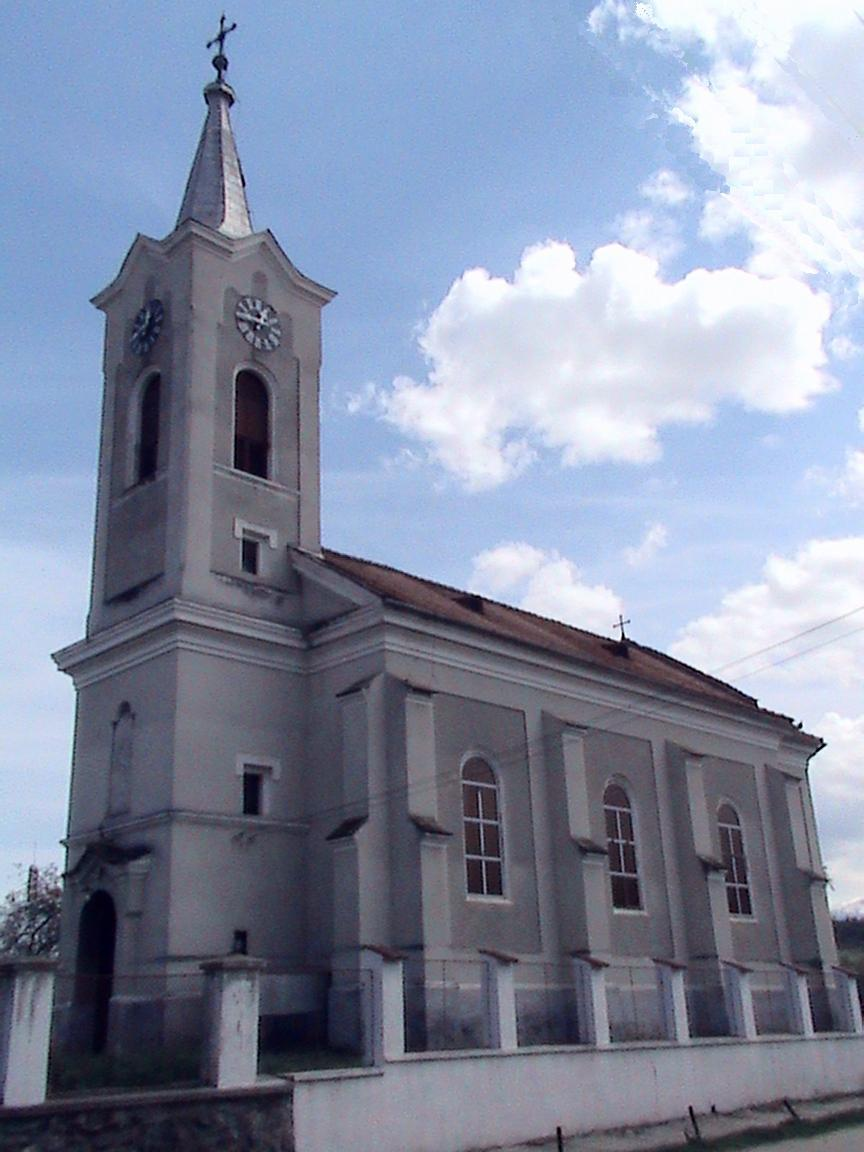
L'Église « Sainte Trinité » de Racoviţa, consacrée en 1887
Racoviţa - Toponymic map
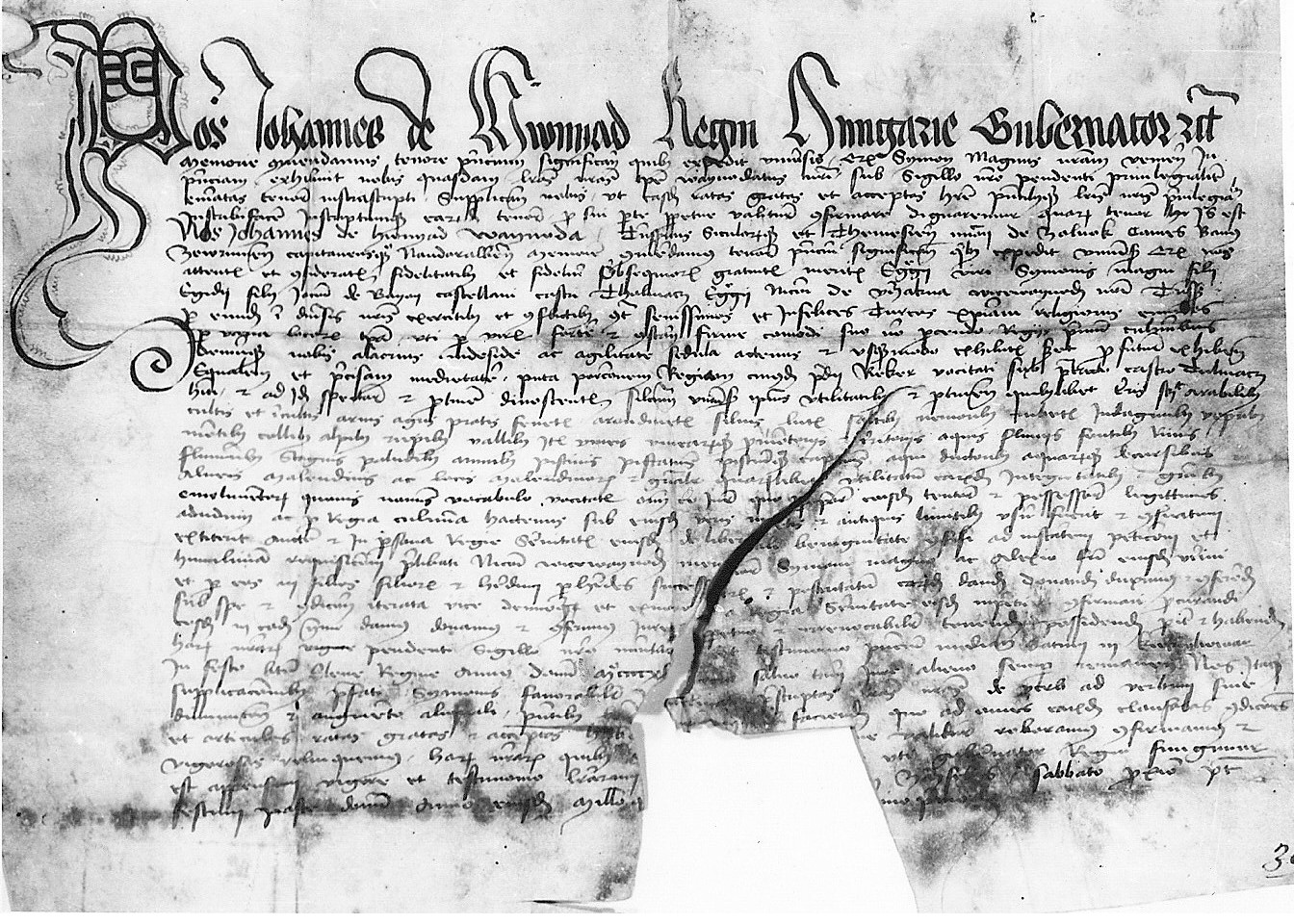
La première attestation documentaire du village, du 22 mai 1443.
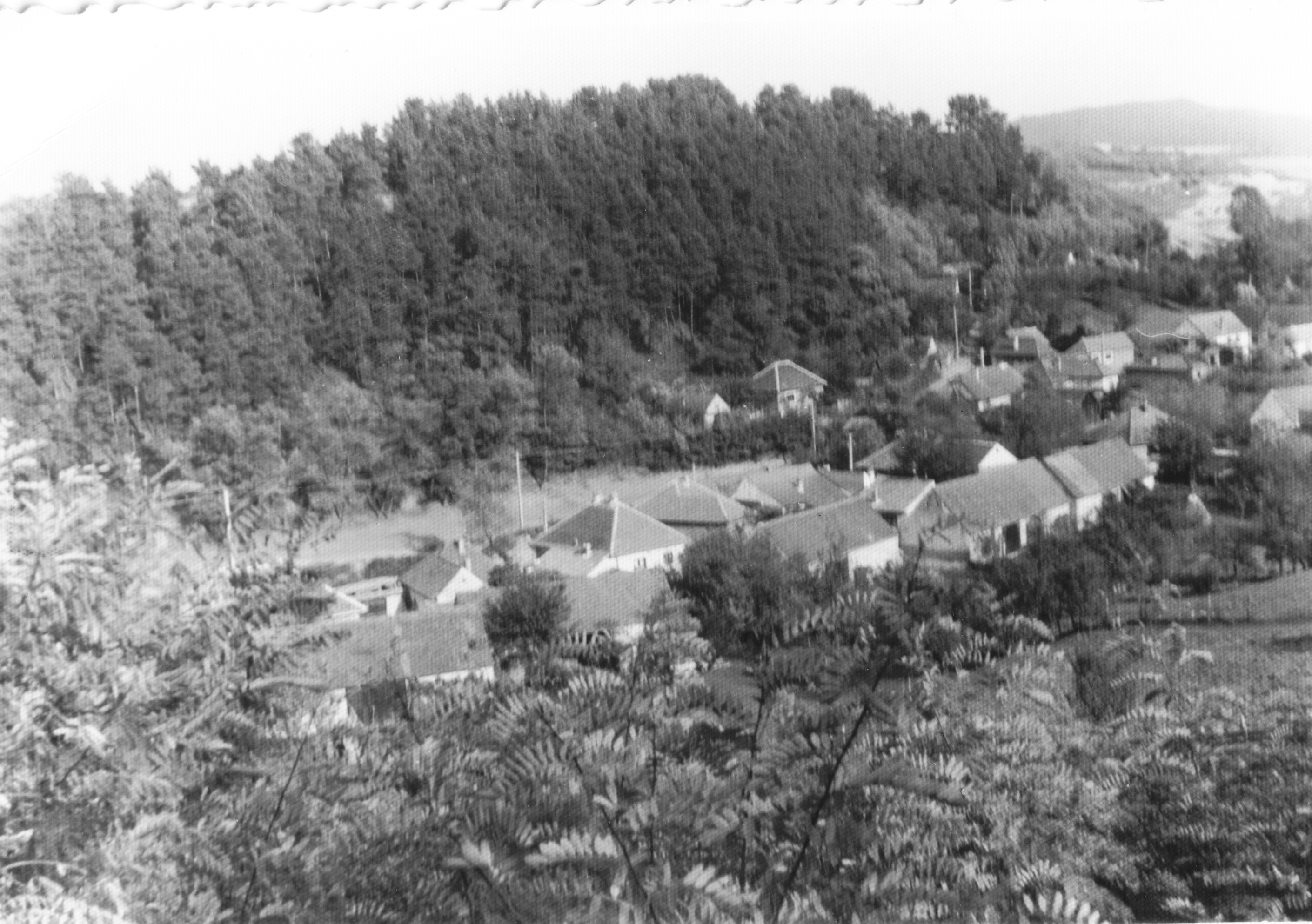
Une image du village de Racoviţa